# Yukinori Oguni
Pour les articles homonymes, voir Oguni (homonymie).
Yukinori Oguni (小國 以載, Oguni Yukinori) est un boxeur japonais né le 19 mai 1988 à Tokyo.

## Carrière
Champion d'Asie OPBF des poids super-coqs en 2011 puis champion du Japon en 2014, il devient champion du monde IBF de la catégorie le 31 décembre 2016 après sa victoire aux points face au dominicain Jonathan Guzmán. Il est en revanche battu dès le combat suivant par son compatriote Ryosuke Iwasa par arrêt de l'arbitre au 6e round le 13 septembre 2017.